# Bouillancourt-la-Bataille
Bouillancourt-la-Bataille è un comune francese di 138 abitanti situato nel dipartimento della Somme nella regione dell'Alta Francia.

## Società

### Evoluzione demografica
Abitanti censiti